# Svante Martin
Svante Martin, född 21 november 1948 i Kyrkslätt i Finland, är en finlandssvensk skådespelare.

## Biografi
Martin studerade vid Teaterhögskolan i Helsingfors mellan åren 1969 och 1973.
Han medverkade i TV-serien Rederiet som smygfotografen Mikael Henriksson.

## Filmografi i urval
- 1975 – Någon borde sörja
- 1978 – Män kan inte våldtas
- 1986 – På liv och död
- 1991 – Din vredes dag (TV-serie)
- 1999 – Insider (TV-serie)
- 2000–2001 – Rederiet (TV-serie)
- 2003 –  Ramona (TV-serie)
- 2006 – Wallander – Täckmanteln
- 2006 – Tusenbröder – Återkomsten
- 2007 – Arn – Tempelriddaren
- 2008 – Varg